# Santuario di Maria Santissima degli Angeli
La Santuario di Maria Santissima degli Angeli è una chiesa posta nella frazione Pantano di Pignola del comune italiano di Pignola.

## Storia
Il santuario dista 4 km dal centro di Pignola.
Sin dal XIV secolo, si hanno le testimonianze della presenza di una comunità di benedettini, insediatasi accanto al santuario forse già esistente. Dal 1521 la chiesa del Pantano è passata sotto il patronato del capitolo della chiesa madre di Pignola. Nel 1432 ci fu una lite fra un sacerdote della chiesa di Pignola e un benedettino. La causa ebbe una soluzione favorevole al sacerdote di Pignola che nel 1451 fu il possessore definitivo del santuario. A causa del terremoto del 1857 il paese riportò molti danni soprattutto alla cappella della Chiesa di Santa Maria del Pantano. I lavori di restauro furono eseguiti fino al 1972, quando venne rifatto il tetto in cemento armato. A causa del terremoto del 1980, l’edificio religioso fu compromesso da profonde lesioni che scendevano lungo i muri. Nel 1983, la situazione del santuario peggiorò e solo nel 1986 è stato riaperto al culto. Nel 1989 l’attuale parroco Don Rocco Piro lamentò il fatto che il campanile della chiesa fosse stato ricostruito di dimensioni ridotte rispetto all'originale e che l’edificio, pitturato a calce, si presentasse in uno stato non proprio decoroso. Dal 1990 il tempio ha assunto il titolo di Santuario Diocesano. Nel 2016 il portone frontale della chiesa è stato ricoperto con placche di rame, che rappresentano in altorilievo la vita e la morte di Gesù.
L’epoca precisa in cui questa chiesa fu realizzata non si conosce con precisione ma il suo impianto planimetrico, gli stucchi delle cornici e dei capitelli, la cupoletta centrale e il movimento della facciata riconducono ad un carattere barocco. Ha un'unica navata e una cupola al centro che divide lo spazio in tre zone: l'ingresso, la navata e il presbiterio. Nella navata ci sono quattro semipilastri angolari e a reggere la cupola ci sono quattro archi a tutto sesto. Lungo tutto il perimetro della chiesa, al di sopra dei capitelli, è disegnata una trabeazione. Tutte le cornici e i capitelli, compresa la stella a otto punte disegnata a ridosso della cupoletta, sono realizzati in stucco. La volta a vela ha delle finestre laterali e nell'intradosso è rappresentato un affresco di una Madonna con Bambino tra angeli. L'altare maggiore e il trono sovrastante creato per la nuova statua della Madonna, furono costruiti nel 1798 dal Maestro Bitetti da Padula. L'edicola nella quale viene custodita la statua della Madonna degli Angeli, più comunemente conosciuta come la Madonna del Pantano, costruita in legno intagliato e dorato, è databile alla fine del XVIII secolo, è in marmo policromo con putti alla sommità, volute laterali in basso e nicchia centrale ad arco ribassato. Addossati ai muri laterali della navata, nel 1804, furono costruiti due altari, sovrastati, in apposite cornici, da due tele firmate da Feliciano Mangieri, (1805) raffiguranti il Transito di San Giuseppe e la Natività. Nell'ingresso della chiesa, a sinistra, si trova una nicchia, dove è posta un'antica statua in legno del XV secolo raffigurante Sant'Antonio da Padova, mentre a destra c'è un quadro con cornice in legno che ritrae Gesù Bambino sorretto da S. Ignazio.

## Caratteristiche
La facciata del santuario è ad andamento curvilineo, tripartita orizzontalmente da cornici che individuano due ordini sovrapposti e il timpano. Nel primo ordine è collocato il portale d'ingresso, molto semplice, in pietra grigia, decorato con delle volute agli angoli della cornice. Questo portale è sovrastato da una nicchia nella quale è posizionata una piccola statua in pietra raffigurante la Madonna degli Angeli. Tra il portale di ingresso e la nicchia è collocato un cartiglio che riporta la frase: “Non sit vobis grave dicere unu Ave Maria A.D. 1798”. Nel secondo ordine della facciata è collocata invece una finestra archivoltata.